# Tamím bin Hamad Ál Thání
Tamím bin Hamad Ál Thání (arabsky تميم بن حمد آل ثاني‎, * 3. června 1980 v Dauhá) je od roku 2013 vládcem katarského emirátu. Je čtvrtým synem předchozího emíra Hamada bin Chalífy Ál Tháního, který mu předal moc 25. června 2013.
Za jeho vlády se s jeho souhlasem uskutečnily historicky první volby do Poradní rady (místní obdoby parlamentu), kdy bylo zvoleno 30 ze 45 členů (zbytek členů jmenuje emír).

## Životopis
V roce 1998 absolvoval Královskou vojenskou akademii v Sandhurstu ve Spojeném království a následníkem trůnu se stal v roce 2003. Je členem Mezinárodního olympijského výboru.

## Rodina
Tamímovou první ženou se v lednu 2005 stala jeho sestřenice Jawaher bint Hamad bin Suhaim Ál Thání, se kterou má dva syny a dvě dcery.
Jeho druhou ženou se v březnu 2009 stala Al-Anoud bint Mana Al Hajri, se kterou má tři dcery a dva syny.
Se třetí ženou, kterou je Noora bint Hathal Al Dosari se oženil v únoru 2014. Společně mají tři syny a dceru.

## Vyznamenání
- Řád Ál Chalífy I. třídy – Bahrajn, 23. února 2004[2]
- Řád Zajda – Spojené arabské emiráty, 6. ledna 2005[2]
- velkokříž Řádu zásluh o Italskou republiku – Itálie, 16. listopadu 2007[3]
- Řád Darjah Utama Nila Utama – Singapur, 16. března 2009
- velkodůstojník Řádu čestné legie – Francie, 4. února 2010[4]
- velkokříž s řetězem Řádu Mubáraka Velikého – Kuvajt, 28. října 2013
- velkostuha Řádu republiky – Tunisko, 3. dubna 2014[5]
- velkokříž s řetězem Národního řádu za zásluhy – Ekvádor, 2018[6]
- Řád Pákistánu – Pákistán, 2019[7]
- velkokříž s řetězem Řádu Jižního kříže – Brazílie, 2021[8]